# Winthrop (Maine)
Winthrop is een plaats (town) in de Amerikaanse staat Maine, en valt bestuurlijk gezien onder Kennebec County.

## Demografie
Bij de volkstelling in 2000 werd het aantal inwoners vastgesteld op 6232. De gelijknamige CDP in de plaats telde 2893 inwoners.

## Plaatsen in de nabije omgeving
De onderstaande figuur toont nabijgelegen plaatsen in een straal van 28 km rond Winthrop.

## Geboren
- Billy Wells (1868-1954), motorcoureur en ondernemer